# 劉德嗣
廬陵王劉德嗣（5世紀—474年），彭城郡彭城縣人，南朝宋桂陽王劉休範第二子，廬陵昭王劉紹繼子。

## 生平
南朝宋泰始二年（466年），出繼廬陵昭王劉紹為子的廬陵王劉子輿為宋明帝所誅殺。泰始三年（467年），劉德嗣出繼劉紹為嗣，襲封廬陵郡王，食邑三千戶。劉德嗣官至建威將軍、淮陵南彭城二郡太守。
元徽二年（474年）五月，桂陽王劉休範舉兵叛亂，迅即被後廢帝劉昱派遺蕭道成等平定。劉德嗣與生父劉休範俱伏誅，廬陵國再次絕嗣。